# Aiga Zagorska
Aiga Zagorska (Tukums, Letònia, 28 de març de 1970) va ser una ciclista lituana.
Va competir en els Jocs Olímpics de Barcelona per Lituània. Va acabar en 14 posició a la carrera individual femenina.
Del seu palmarès destaca la medalla de bronze al Campionat del món en contrarellotge per equips de 1991.

## Palmarès en ruta
- 1991
  - 1a a Le Bizet
  - Vencedora d'una etapa als Tres dies de la Vendée
- 1992
  - Vencedora d'una etapa al Tour de Finisterre
  - Vencedora d'una etapa a la Volta a Bèlgica